# 鮮ど市場

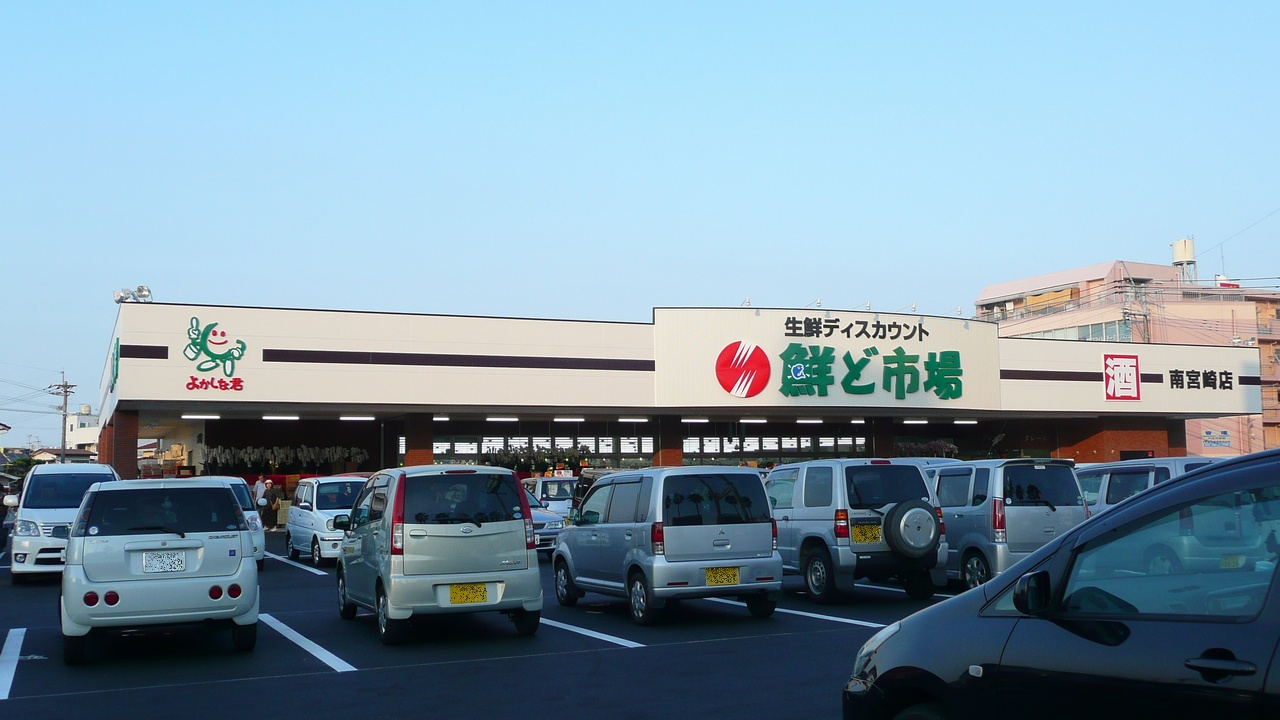
南宮崎店（2009年）。ショッピングセンター坂元によるフランチャイズ店舗

株式会社鮮ど市場（せんどいちば、英称:Sendo ichiba）は、熊本県熊本市に本店を置くスーパーマーケット。創業者は田中弘文。1976年創業。
生鮮食料品のディスカウント形スーパーだが、取扱品目を野菜・肉・魚の3点に絞り、「その日市場から仕入れたものはその日のうちに売り切る」という方針での経営に特化した結果、スーパー業界内では唯一市場の開かない日曜・祝祭日が休業という業態になっている。
ただし、市場が開く日曜・祝日があるため、日曜営業が年1日程度(主に12月下旬)、祝日営業が年2日程度(主に4月・5月のゴールデンウィークと8月の山の日(市場と鮮ど市場にお盆休みがあるため))存在する。
2018年6月現在、熊本県内に12店舗・福岡県に1店舗・鹿児島県に3店舗を直営にて運営している。また、宮崎県内ではショッピングセンター坂元がエリアフランチャイズ店（暖簾営業）として8店舗を運営している。かつては福岡県内のフランチャイズ店舗に関しては、北九州市に基盤を置くスーパー大栄がエリアフランチャイズとして店舗展開していた。

## 沿革
- 1976年 - ABCフードとして創業
- 1994年 - 店舗名を「新鮮市場」に変更。
- 2002年
  - 店舗名を「鮮ど市場」に変更。
  - スーパー大栄による1号店・三苫店が開店
- 2011年 - スーパー大栄とのエリアフランチャイズ契約を終了。
- 2016年 - 熊本地震により本社ビル・一部店舗が損壊する被害を受ける。

## 関連会社
- 株式会社鮮どコンサルジャパン（コンサルタント業）
- 株式会社彩香（漬物製造）
- 株式会社新鮮フラワー（生花業）
- 有限会社エイ・ビー・シーミート（食肉加工業）